# Nathan d'Aubigné
Pour les articles homonymes, voir D'Aubigné.
Nathan d'Aubigné (alias (sc), ou (sc) ; né le 16 janvier 1601 à Nancray-sur-Rimarde (Orléanais) et mort le 11 avril 1669 à Genève), est un médecin et essayiste huguenot.

## Biographie
Fils naturel d'Agrippa d'Aubigné (donc demi-oncle de Madame de Maintenon et, par alliance, de Louis XIV), il est seigneur de la Fosse en Saintonge. Réfugié à Genève en 1620 avec ses parents, il est docteur en médecine à Fribourg-en-Brisgau en 1626. Il est actionnaire de la compagnie des Indes orientales. Il exerça la médecine à Genève, où il obtint le droit de bourgeoisie le 10 mars 1627.
Il est l'ancêtre du pasteur Jean-Henri Merle d'Aubigné.

## Œuvres
- Bibliotheca chemica, contracta ex delectis et emendatione Nathanis Albinei, Genève, 1653, in-8°, et 1675, in-8°
- Recueil d'alchimie, contenant entre autres le Novum Lumen chemicum de Sendivogius, et l’Arcanum philosophiæ hermeticæ de d’Espagnet.